# Friedrich Reck-Malleczewen
Friedrich Percyval Reck-Malleczewen (Ełk, 11 agosto 1884 – Dachau, 18 febbraio 1945) è stato uno scrittore tedesco.

## Biografia
In Italia è noto soprattutto per il saggio Il re degli anabattisti, in cui l'autore descrive la vicenda della dittatura instaurata nel XVI secolo a Münster dal predicatore anabattista Giovanni di Leida. L'autore descrive l'episodio come un caso paradigmatico di "follia collettiva, di enigmatica psicosi che colpì un'intera comunità" e lo considera la prefigurazione del terrore giacobino del 1793, di quello bolscevico del 1918 e del nazionalsocialismo. Per questo motivo il volume fu proibito dalle autorità tedesche immediatamente dopo la sua uscita, nel 1937.
Cattolico e strenuo oppositore del regime nazista, Friedrich Reck-Malleczewen divenne punto di riferimento per numerosi oppositori e dissidenti fino al dicembre del 1944, quando, denunciato da un ignoto, fu internato nel campo di concentramento di Dachau, dove morì il 16 febbraio 1945.
Oltre a Il re degli anabattisti, tra le sue opere si ricorda il suo diario, Il tempo dell'odio e della vergogna, impietosa descrizione degli eventi intercorsi in Germania dalla salita al potere di Hitler al 1944.

## Opere
- Uradel, 1914
- Mit Admiral Spee, 1936 (written 1914/15)
- Aus Tsingtau entkommen, 1916
- Der Admiral der Roten Flagge, 1917
- Monteton, 1924
- Die Siedlung Unigtrusttown, 1925
- Frau Übersee, 1926
- Liebesreigen und Fanfaren, 1927
- Die Dame aus New York, 1928
- Sven entdeckt das Paradies, 1928
- Jean Paul Marat, 1929
- Bomben auf Monte Carlo, 1930
- Des Tieres Fall, 1931
- Hundertmark, 1934
- Krach um Payta, 1935
- Ein Mannsbild namens Prack, 1935
- Sophie Dorothee, 1936
- Bockelson, 1937
- La Paloma, 1937
- Spiel im Park, 1937
- Der grobe Brief, 1940
- Diana Pontecorvo, 1944
- Das Ende der Termiten, 1946
- Charlotte Corday, 1947
- Tagebuch eines Verzweifelten, 1947